# Xabier Burgueña
Xabier Burgueña Villaño (Bilbao, Vizcaya, 28 de noviembre de 1979) fue un jugador de fútbol español. Jugó de centrocampista y su último equipo como jugador fue la SD Leioa. Actualmente entrenador del centenario club de los "Noruegos", el ACERO Club de Olabeaga.

## Trayectoria
Burgueña se formó en las categorías inferiores del Athletic Club, en el cual hizo la pretemporada con el primer equipo,a las órdenes de Jupp Heynckes. Tras su paso por el Athletic B y Ourense en Segunda B, se marchó al Eibar en Segunda División. Con el Eibar consiguió la mejor clasificación del club en su historia, un cuarto puesto en la liga, a un puesto del ascenso a Primera. Posteriormente jugó con la Cultural Leonesa y Burgos. En el conjunto burgalés disputó la promoción de ascenso a Segunda, eliminando en primera ronda al Alcoyano, y perdiendo en la definitiva contra el Sevilla Atlético. En 2007 fichó por el Alcoyano con el que consiguió en la temporada 2008/09 el campeonato del Grupo III de Segunda B y la disputa de la promoción de ascenso contra el Cartagena. Se retiró en las filas de la SD Leioa en 2012.

## Clubes
| Club              | País   | Año       |
| ----------------- | ------ | --------- |
| Bilbao Athletic   | España | 2000-2002 |
| CD Ourense        | España | 2002-2003 |
| SD Eibar          | España | 2003-2005 |
| Cultural Leonesa  | España | 2005-2006 |
| Burgos CF         | España | 2006-2007 |
| CD Alcoyano       | España | 2007-2009 |
| Moratalla CF      | España | 2009-2010 |
| Unión Estepona CF | España | 2010-2011 |
| SD Leioa          | España | 2011-2012 |

## Carrera Como Técnico
| Club              | País   | Año       |
| ----------------- | ------ | --------- |
| C.D Itugarpe      | España | 2015-2016 |
| Urretxindorra K.E | España | 2016-2017 |

## Palmarés

### Campeonatos nacionales
| Título                         | Club        | País   | Año       |
| ------------------------------ | ----------- | ------ | --------- |
| Campeón Grupo III de Segunda B | CD Alcoyano | España | 2008-2009 |